# A Dozen Roses (You Remind Me)
Az A Dozen Roses (You Remind Me) Monica amerikai énekesnő második kislemeze ötödik, The Makings of Me című stúdióalbumáról. Részleteket használ fel Curtis Mayfield 1972-ben megjelent The Makings of You című számából (amiből Monica albumának a címe is ered).
A dal egyike annak a három dalnak az albumon, amin Monica Missy Elliott-tal dolgozott a Goldmind Studiosban, Miamiban. Monica a dalról azt mondta, nagyszerűen bemutatja, Elliott milyen jól tudja ötvözni a régi stílust az újjal. a dal az énekesnő egyik kedvence az albumon. „Azt hiszem, a felvételt őszintesége miatt átérzik majd. Nem akarok semmi erőltetettet létrehozni. Azt akarom, az emberek tudják, ugyanazokon a dolgokon mentem keresztül, amin ők, ezért osztom meg velük ennyi személyes tapasztalatomat. Bármi történt, mindig képes voltam az álmaimat élni, és azt akartam, így tekintsenek rá.”
Május 26-án a dal egy korábbi változata kiszivárgott az internetre a  weboldalon át, ami a hallgatóság véleményét kérdezi különféle előadók új dalairól. Ennek a dalváltozatnak más a kezdete, mint az albumverziónak.
A dalt szeptember 28-án küldték el a rádióadóknak, és a 48. helyig jutott az amerikai Billboard Hot R&B/Hip-Hop Songs slágerlistán. Videóklipjét 2006. november 15-én mutatták be a BET zenecsatorna Access Granted című műsorában.

## Számlista
CD kislemez (promó)
1. A Dozen Roses (You Remind Me) (Radio Edit) –  3:56
2. A Dozen Roses (You Remind Me) (Instrumental) – 3:56
3. A Dozen Roses (You Remind Me) (Call Out Hook) – 0:16
4. Everytime tha Beat Drop (videóklip) – 3:43

12" kislemez
1. A Dozen Roses (You Remind Me) (Main Version) – 3:53
2. A Dozen Roses (You Remind Me) (Instrumental) – 3:53
3. A Dozen Roses (You Remind Me) (Main Version) – 3:53
4. A Dozen Roses (You Remind Me) (A cappella) – 3:45

## Helyezések
| Slágerlista (2006)                    | Legmagasabb helyezés |
| ------------------------------------- | -------------------- |
| USA Billboard Hot R&B/Hip-Hop Songs   | 48                   |
| USA Billboard Hot R&B/Hip-Hop Airplay | 55                   |